# Strobilanthes orientalis
Strobilanthes orientalis är en akantusväxtart som beskrevs av John Richard Ironside Wood. Strobilanthes orientalis ingår i släktet Strobilanthes och familjen akantusväxter. Inga underarter finns listade i Catalogue of Life.